# Gmina Centar (Sarajewo)
Gmina Centar (boś. Općina Centar) – gmina w Bośni i Hercegowinie, w kantonie sarajewskim. W 2013 roku liczyła 55 181 mieszkańców.